# Archives départementales de la Corse-du-Sud
Les archives de Corse (ex Département de Corse-du-Sud) sont un service de la Direction du Patrimoine de la Collectivité de Corse (conseil général de la Corse-du-Sud (Corse, France), avant fusion.

## Histoire
L’histoire des Archives commence par l’héritage des Archives du département du Liamone (1797-1811). les Archives de Corse-du-Sud sont, comme ailleurs en France, filles de la Révolution. Néanmoins, leurs ancêtres directes, les Archives du département de la Corse (1811-1975), n’ont été définitivement organisées que sous la Restauration entre 1817 et 1827.
Installées d’abord dans les préfectures successives (l’ancien Grand Séminaire, puis le Palais Lantivy), les Archives connaissent au XIXe siècle une période de grande activité scientifique. Cette époque est marquée par la rédaction de nombreux inventaires, mais il faut attendre la fin des années 1960 pour qu’un dépôt neuf soit bâti aux Salines et entre en service en 1969.

### Les directeurs
- Alain Venturini (2002-2013)
- Pierre Portet (2013-2020)
- Laure Franek (2020-2024)
- Benoît-Joseph Pedretti (depuis 2024)

## Fonds

### Archives numérisées
Les archives ne disposent pas encore de site web dédié. Elles mettent toutefois à disposition un certain nombre de documents numérisés sur le site du ministère de la Culture.

## Pour approfondir